# Цур, Дан
Дан Цур (англ. Dan Zur/Tsur; 1926 — 10 декабря 2012) — израильский ландшафтный архитектор, автор многочисленных реализованных проектов обустройства национальных парков, жилых и административных зон в различных регионах Израиля. Выполненные им совместно с архитектором Л. Яхаломом (англ. Lipa Yahalom; 1913—2006), работы признаны вершиной ландшафтной архитектуры «поколения основателей страны».
Одним из проектов, получивших широкую известность, стал монумент Долина Уничтоженных общин в национальном мемориале Яд ва-Шем в Иерусалиме.

## Биография
Отец Дана — Давид Фукс (англ. David Fuchs; 1900—1975) — родился в семье потомственных каменотёсов, работавших в каменоломнях и мастерских близ Каменец-Подольского на Украине.
В 1919 г. через Польшу уехал из России в Палестину. Был одним из основателей кибуца Тель-Иосеф в Изреельской долине, учился и получил специальность землеустроителя в США, был мэром г. Нетания. Один из парков города носит его имя (англ. David Fuchs Garden).
Его родители, младшие сестра и брат жили в СССР. Отец, Илья (англ. Hilel), умер в Каменец-Подольском за два месяца до начала войны. Мать, Злата (англ. Zlata), с младшей дочерью в августе 1942 года были расстреляны там же нацистами
.
Дан Цур родился в Тель-Иосефе в 1926 году. Изучал рисование в художествееной студии Machon Avni, закончил сельскохозяйствеенную школу Микве Исраэль и был одним из организаторов нового кибуца Нирим в пустыне Негев, познакомившись и работая там некоторое время с эмигрировавшим в 1933 году из Польши ландшафтным архитектором Л. Яхаломом (1913—2006).
Не имея формального образования в области ландшафтной архитектуры, Дан Цур демонстрировал умение чувствовать и понимать пространственную среду и обширные знания в области ботаники. Это позволило ему создавать гармоничный антропогенный ландшафт на многочисленных объектах в Израиле, превращая территорию вокруг однотипных многоквартирных зданий десятков кибуцев в цветущие сады, в которых соседствовали открытые пространства и скрытые участки, газоны и тенистая растительность, склоны и ровные площадки.
В 1998 году, в год 50-летия страны, Дан Цур стал лауреатом премии Израиля в области архитектуры.
Дан Цур умер 10 декабря 2012 года. Похоронен в основанном при его участии кибуце Нирим.
Дочь — Нирит Цур англ. Nirit Zur, руководитель издательского отдела Израильского музея в Иерусалиме.
Брат — Амнон Фукс (англ. Amnon Fuchs) (06.05.1940) — по данным издательства Marquis Who's Who входит в число известных гостиничных менеджеров. Образование: Еврейский университет в Иерусалиме (1968), Копенгагенский университет (1973), колледж национальной обороны Израиля (англ. Israel Defense Force, Staff and Command College) (1978), университет Технион в Хайфе (1982).

## Основные проекты
С 1953 года Дан Цур и Липа Яхалом стали партнёрами и в течение долгих лет играли важную роль в формировании «пейзажа родины» и определили направления развития ландшафтной архитектуры в Израиле.
В сфере их творческих интересов были памятные места и зоны отдыха, национальные парки, административные территории учебных заведений и больниц. Достигаемая эстетическая ценность проектов дополнялась их большим социально-политическим значением. Многие из созданных парков стали опорными точками национального ландшафта.
Ключевые идеи и художественные образы архитектора Дана Цура реализованы в ландшафтах:
— парков Бейт Шеарим, Кесарии, Hurshat Tal, Gan HaShlosha, Sacher и многих других;
— территорий университета Бен-Гуриона в Негеве, кампусов университетов Тель Авива и Иерусалима, института Вейцмана и других;
— захоронения Давида и Полины Бен-Гурион в кибуце Сде-Бокер.

### Долина Общин
В 1979 году Yad Vashem Institute объявил конкурс на создание мемориала, призванного увековечить память 5000 еврейских общин, уничтоженных гитлеровцами в годы 2-й мировой войны. Для воплощения был выбран проект, который предложили Дан Цур и Липа Яхалом. В 1992 году создание Долины Общин в музейном комплексе Яд ва-Шем было завершено.

На личное отношение Дана Цура к этому проекта повлияла и пережитая семьёй трагедия — гибель на Украине в 1941—1943 гг. ближайших родственников. Среди вырастающих, словно из руин разрушенного мира, мраморных стел с выгравированными именами общин есть и стела с названием города Каменец-Подольского
... Я открою ваши могилы и выведу вас из могил, о народ Мой, и приведу вас на землю Израилеву! И уразумеете вы, что Я — Господь, когда открою ваши могилы, когда выведу вас из могил, о Мой народ!  Мой дух Я вложу в вас, и вы оживёте. Я дарую вам мирную жизнь на вашей земле...
Эта работа в Израиле была признана образцовой.

### Сад праведников мира а Иерусалиме
В 1996 году в музейном комплексе Яд ва-Шем был открыт Сад праведников народов мира, авторами проекта которого были Дан Цур и Липа Яхалом. По замыслу архитекторов на органично вписанных в склон лесистого холма каменных стенах размещены стелы с выгравированными тысячами имён праведников из разных стран, которые рисковали своей жизнью, чтобы спасти евреев во время Холокоста